# Mariaposching
Mariaposching ist eine Gemeinde im niederbayerischen Landkreis Straubing-Bogen und Mitglied der Verwaltungsgemeinschaft Schwarzach. Das gleichnamige Pfarrdorf ist Sitz der Gemeindeverwaltung.

## Geografie

### Geografische Lage
Mariaposching liegt in der Region Donau-Wald direkt an der Donau gegenüber von Stephansposching. Die Entfernungen zu den nächsten Städten betragen: Bogen 15 km, Deggendorf 15 km und Straubing 25 km.

### Gemeindegliederung
Mariaposching hat 17 Gemeindeteile (in Klammern ist der Siedlungstyp angegeben):
- Breitenhausen (Kirchdorf)
- Breitenrain (Einöde)
- Bruch (Weiler)
- Burgstall (Weiler)
- Draht (Weiler)
- Eng (Weiler)
- Fahrndorf (Dorf)
- Haberswöhr (Dorf)
- Höhenrain (Weiler)
- Hundldorf (Dorf)
- Kohlstadt (Weiler)
- Loham (Dorf)
- Mariaposching (Pfarrdorf)
- Moos (Dorf)
- Sommersdorf (Einöde)
- Steinrain (Einöde)
- Tradt (Einöde)

Es gibt nur die Gemarkung Mariaposching.

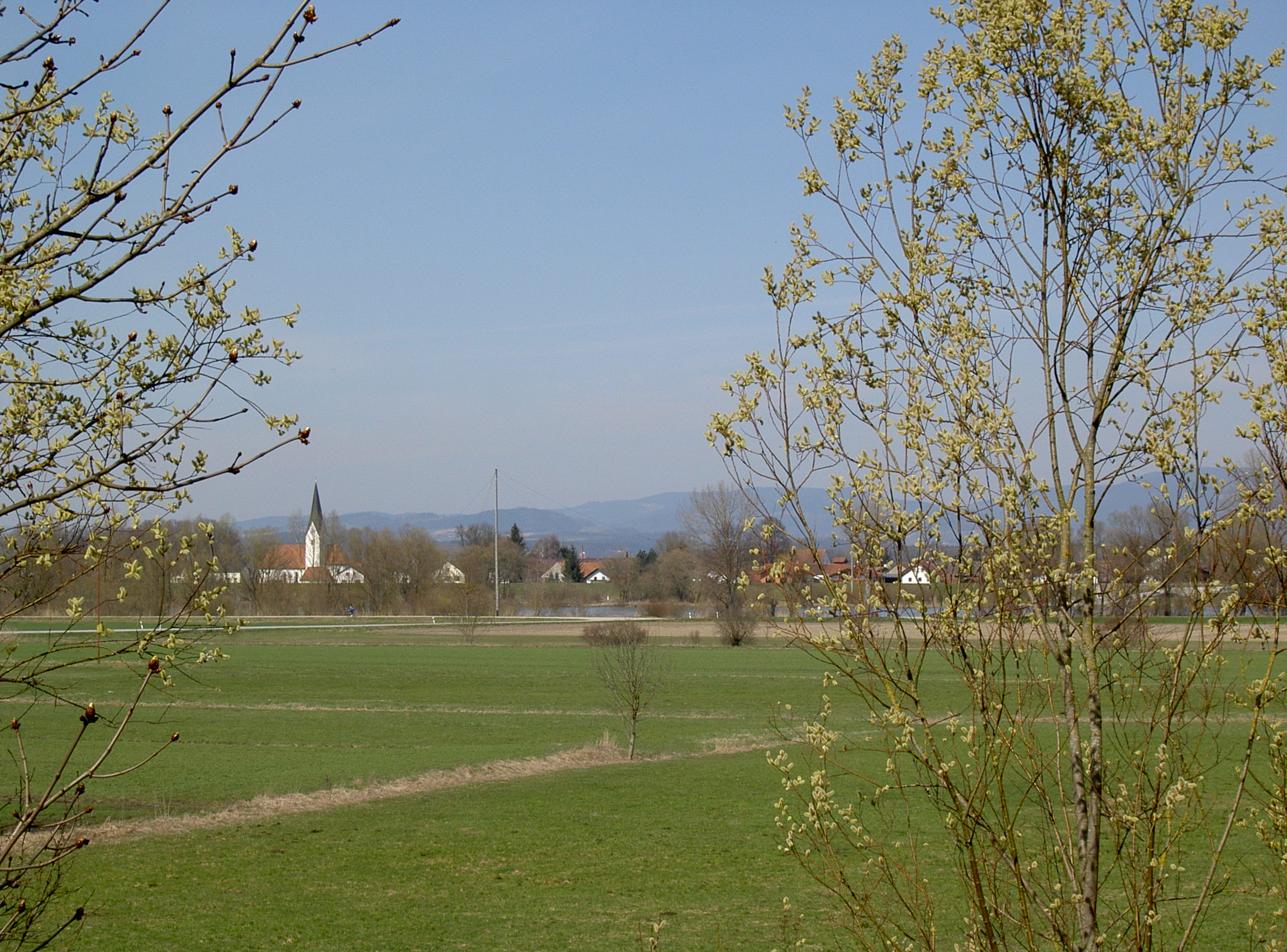
Mariaposching zwischen Donau und Bayerischem Wald

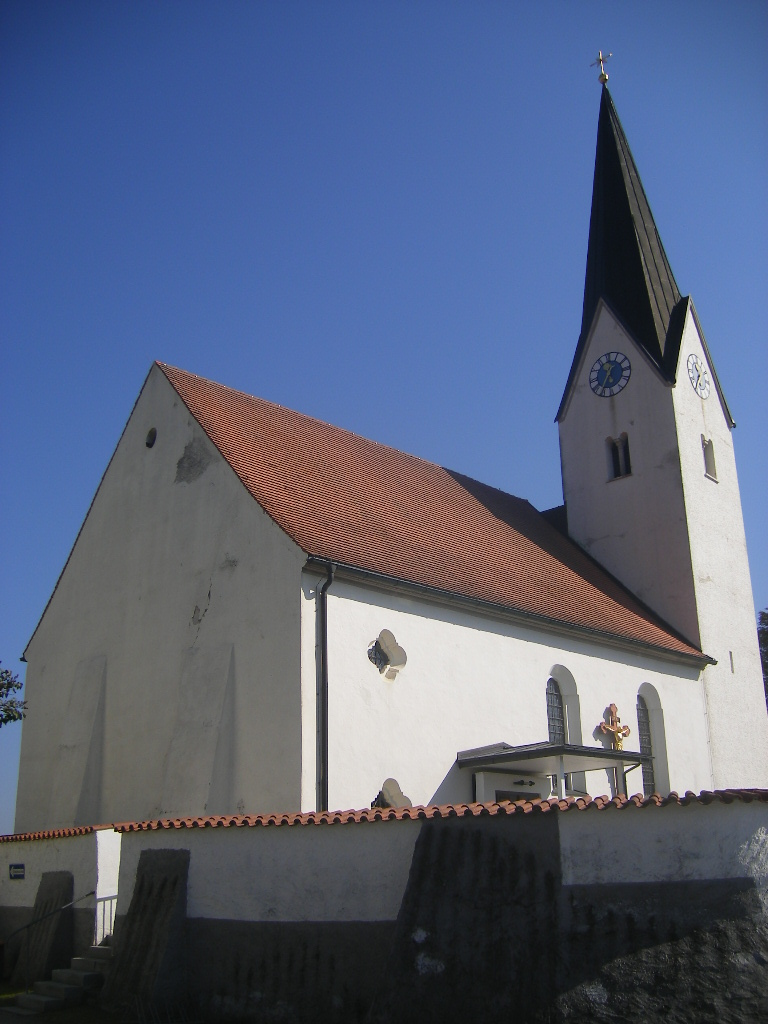
Die Pfarrkirche Mariä Geburt

## Geschichte
Mariaposching gehörte zum Rentamt Straubing und zum Landgericht Mitterfels des Kurfürstentums Bayern. Das Landgericht Mitterfels teilte sich hier die Zuständigkeit mit dem Landgericht Deggendorf.

## Einwohnerentwicklung
Im Zeitraum 1988 bis 2018 wuchs die Gemeinde von 1242 auf 1414 um 172 Einwohner bzw. um 13,9 %.
- 1961: 1225 Einwohner
- 1970: 1189 Einwohner
- 1987: 1236 Einwohner
- 1991: 1242 Einwohner
- 1995: 1259 Einwohner
- 2000: 1332 Einwohner
- 2005: 1409 Einwohner
- 2010: 1429 Einwohner
- 2015: 1438 Einwohner
- 2020: 1428 Einwohner

## Politik

### Gemeinderat
Die Gemeinderatswahl 2020 ergab folgende Sitzverteilung:
- CSU: 5 Sitze
- Freie Wähler: 7 Sitze

### Bürgermeister
Erster Bürgermeister ist seit Mai 2020 Martin Englmeier (FW). Bei den Kommunalwahlen am 15. März 2020 wurde er mit 62,24 Prozent gewählt.

### Verwaltung
Die Gemeinde ist Mitglied der Verwaltungsgemeinschaft Schwarzach.

### Wappen
| Wappen Gde. Mariaposching | Blasonierung: „In Blau über silbernem Dreiberg ein sechsstrahliger silberner Stern und ein erhöhter silberner Schrägbalken, belegt mit einem schwarzen Pfeil.“ |
| Wappen Gde. Mariaposching | |

## Kultur und Sehenswürdigkeiten

### Baudenkmäler
- Schloss Loham

### Vereine
Das Vereinsleben in der Gemeinde ist sehr lebendig.

## Wirtschaft und Infrastruktur

### Wirtschaft einschließlich Land- und Forstwirtschaft
Im Jahr 2021 gab es 67 sozialversicherungspflichtig Beschäftigten am Arbeitsort, 634 sozialversicherungspflichtig Beschäftigte am Wohnort und 19 Arbeitslose. Im verarbeitenden Gewerbe gab es keinen Betrieb, im Bauhauptgewerbe zwei Betriebe. Zudem bestanden im Jahr 2020 32 landwirtschaftliche Betriebe mit einer landwirtschaftlich genutzten Fläche von 1171 ha.
Im Jahre 1992 wurde ein Gewerbegebiet ausgewiesen. Es befindet sich in Loham an der Kreisstraße SR 35 und hat eine Gesamtfläche von 6,65 ha.

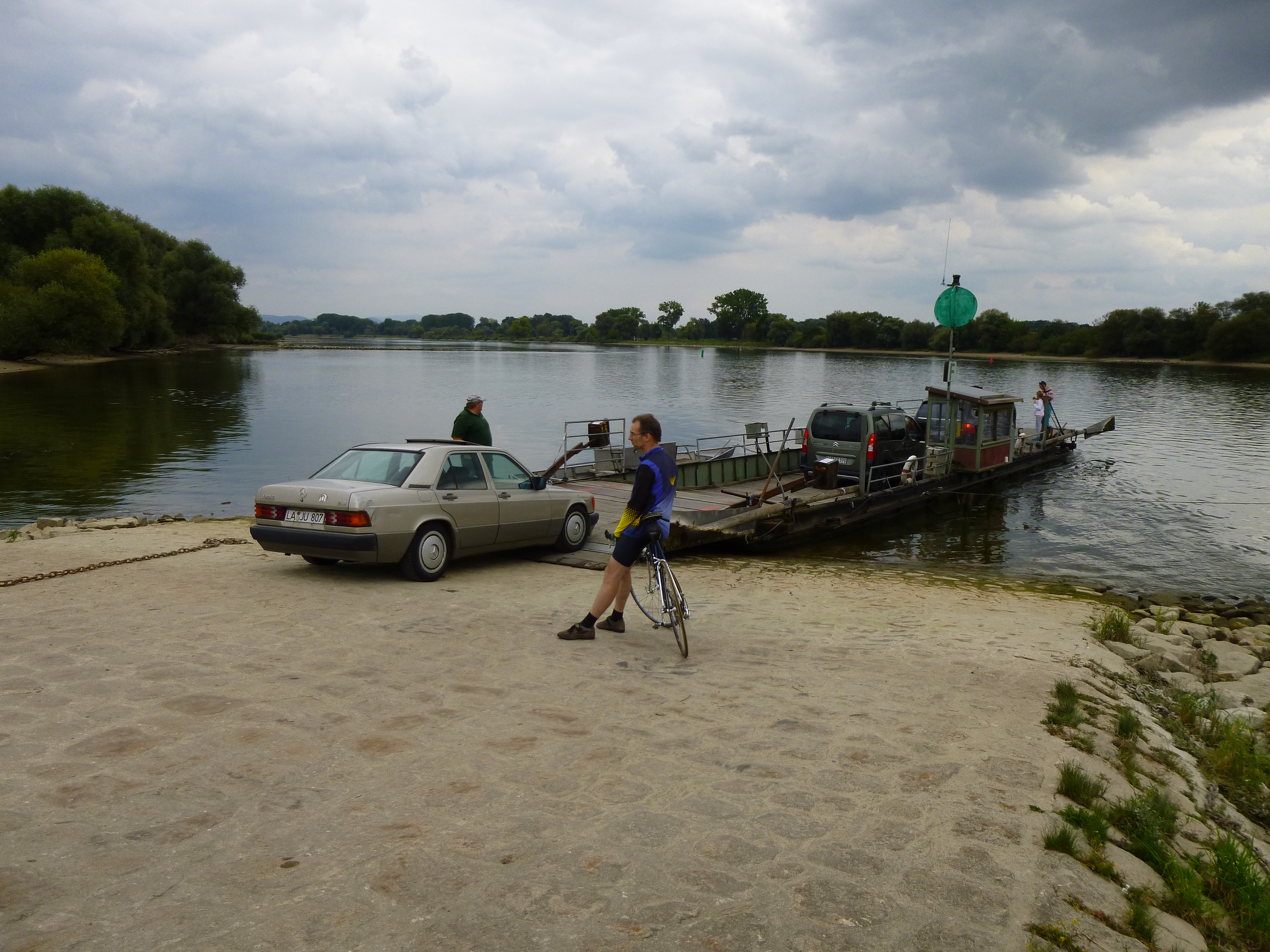
Gierseilfähre Mariaposching

### Verkehr
Die Verbindung nach Plattling und Dingolfing erfolgt über die Donaufähre von Mariaposching nach Stephansposching, die 1870 in Betrieb ging. 1927 wurde der Fährkahn erneuert.
Die Donaufähre Mariaposching–Stephansposching, ehemals in privater Hand befindlich, wurde seit 1981 gemeinsam von den beiden Landkreisen Straubing-Bogen und Deggendorf unter der Federführung des Landkreises Straubing-Bogen betrieben. Am 19. April 2016 sank die alte Gierseilfähre wegen Überladung. Eine Motorfähre als Ersatz kam im Februar 2019 in Mariaposching an und nahm am 3. April 2019 ihren Dienst auf.
Die Bundesautobahnen A 3 Richtung Regensburg/Passau und A 92 Richtung München sind in etwa zehn Autominuten erreichbar.
Mariaposching ist an die internationalen Fahrradfernwege Donauradweg und EuroVelo 6, die Flüsseroute vom Atlantik bis zum Schwarzen Meer, angeschlossen.

### Bildung
Es gibt folgende Einrichtungen:
- Kindertagesstätte[18]
- Grundschule[19]